# مقاطعة طارم
مقاطعة طارُمْ هي إحدى مقاطعات محافظة زنجان الإيرانية، وقد بلغ عدد سكان هذه المقاطعة (وفقاً لإحصائيات عام 2006 م) حوالي 42,939 نسمة يتوزَّعون على 10,734 عائلة وتتشكل هذه المقاطعة من ضاحيتين؛ هي الضاحية المركزية وضاحية تشورزق. ومدينة آب بر هي عاصمة الضاحية المركزية وعاصمة المقاطعة كذلك، وأمَّا ضاحية تشورزق فمركزها مدينة تشورزقز.